# 브리틀

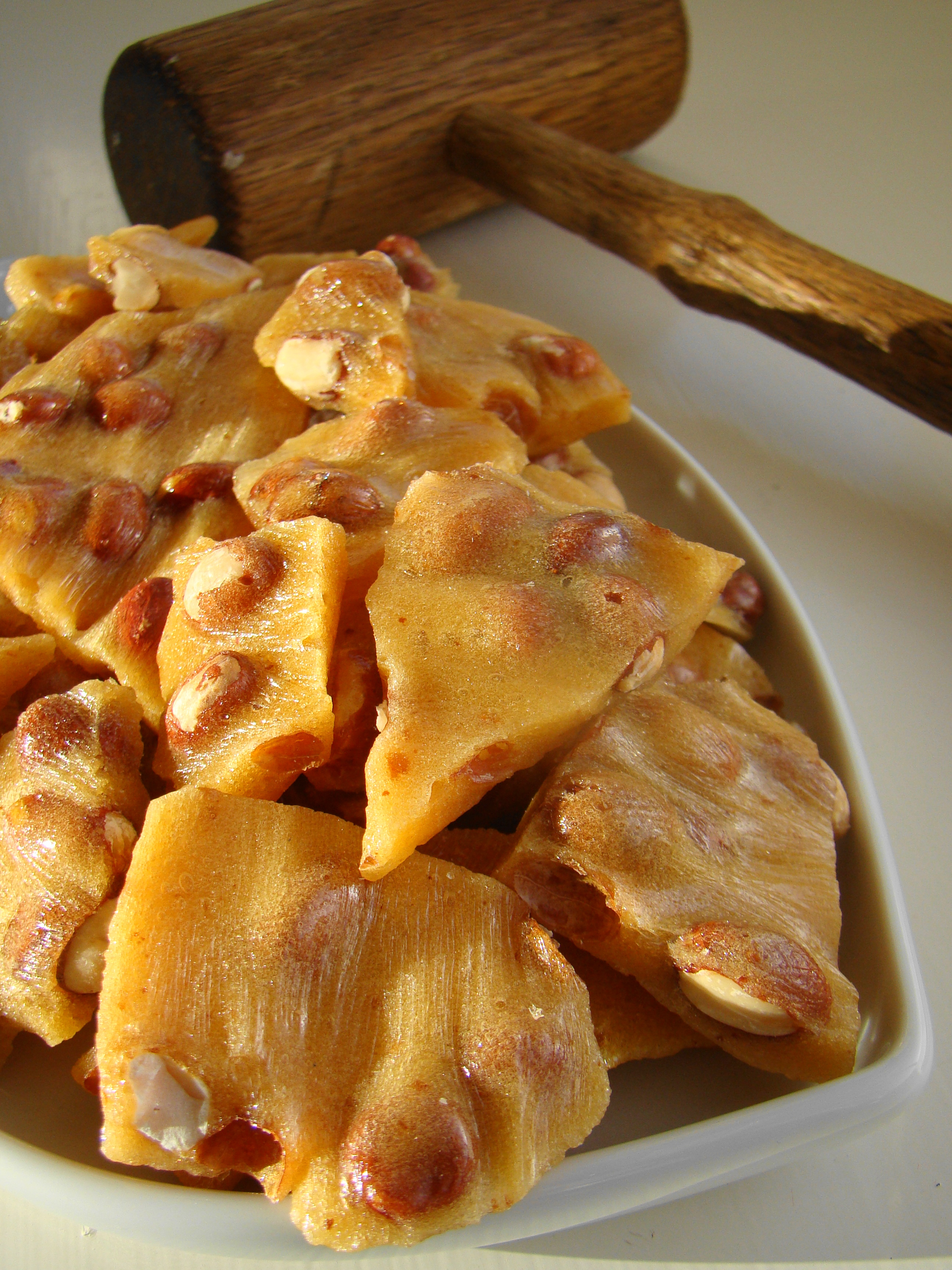
브리틀

브리틀(Brittle)은 호두, 땅콩 따위를 섞어서 만든 사탕과자이다.

## 같이 보기
- 캐러멜
- 추르치헬라
- 고지나키
- 달고나
- 누가
- 프랄린
- 토피